# Dawud Pasza
Dawud Pasza, arab.  داود باشا, gruz. დაუდ ფაშა (właściwie Dawid Manwelaszwili, gruz. დავით მანველაშვილი) (ur. 1774 w okolicach Tbilisi, zm. w czerwcu 1851 w Medynie) – osmański namiestnik Bagdadu w latach 1816 - 1831 i ostatni mamelucki władca Iraku.
Z pochodzenia był Gruzinem, który w dzieciństwie został porwany przez wojska osmańskie i sprzedany na targu niewolników, by ostatecznie trafić na dwór namiestnika Bagdadu Sulajmana Paszy (1780-1802). Tam przyjął islam i zdobył wszechstronne wykształcenie, przy czym stopniowo zyskiwał coraz większe zaufanie Sulajmana, który mianował go kolejno klucznikiem oraz strażnikiem pieczęci, by w końcu wydać za niego swoją córkę. Jakiś czas później został defterdarem, a kiedy władzę przejął syn Sulajmana Saʾid Pasza (1812-1816), mianowany został na stanowisko katchudy, "co odpowiada mniej więcej marszałkowi lub ministrowi spraw wewnętrznych - praktycznie więc w jego ręce zostały przekazane sprawy państwa".
Dawud dzięki swojej uczciwości zdobył sobie wielką popularność i Saʾid Pasza, obawiając się jego wpływów, postanowił się go pozbyć. Dawudowi udało się jednak w porę dowiedzieć o przygotowaniach do zamachu na jego życie i uciec z Bagdadu, następnie zaś uzyskać sułtański ferman oddający mu władzę nad wilajetem bagdadzkim w miejsce niekompetentnego Saʾida. Gdy wyruszył na Bagdad z zebranym wojskiem mamelucy Saʾida zabili swojego pana.
Po przejęciu władzy Dawudowi udało się uspokoić buntujące się plemiona południa i zebrać od nich podatki. Zbudował wiele budynków użyteczności publicznej i utrzymywał pokaźny dwór, patronując wielu artystom. Poza tym skoncentrował się na reformie armii, podobnie jak Muhammad Ali wykorzystując europejskich oficerów do jej przekształcenia na wzór zachodni. Kiedy w roku 1826 Mahmud II rozwiązał korpus janczarów, nakazał swoim namiestnikom zrobienie tego samego w ich prowincjach. Dawud dał jednak janczarom możliwość wstąpienia do swojej nowej armii, dzięki czemu uniknął walk z nimi, do jakich doszło w stolicy imperium. Ubocznym skutkiem takiej polityki było jednak to, iż w ramach nowej organizacji "byli janczarzy pozostali tak samo niekompetentni jak poprzednio".
Dawud Pasza "zapisał się w historycznej pamięci bagdadzkich muzułmanów jako sprawiedliwy namiestnik, jednak brakowało mu wojskowych umiejętności swoich poprzedników, co pozostawiało jego terytorium wrażliwe na atak". Jednym z głównych problemów ówczesnego Iraku była niestabilność podzielonego na liczne księstewka Kurdystanu, do którego pretensje rościł sobie Iran. Innym ogniskiem konfliktu pomiędzy Osmanami i Iranem był spór o Ahwaz. W 1818 Dawud podpisał z Irańczykami układ pokojowy, który jednak został przez nich zerwany atakiem na As-Sulajmanijję. W 1821 Abbas Mirza pokonał siły Dawuda w rejonie Szahrezor i nie zdobył Bagdadu tylko dlatego, że wśród jego żołnierzy wybuchła epidemia cholery. Wojnę irańsko-osmańską zakończył w 1823 traktat w Erzurum, który potwierdzał dotychczasowe granice. Pomimo wielu starań Dawudowi nie udało się narzucić rzeczywistej władzy terytoriom kurdyjskim.
Dawud zaczął teraz podkreślać swoją niezależność i odmówił udziału w wojnie z Rosją, która wybuchła w roku 1828, najwyraźniej bojąc się pozbyć wojska z kraju. Od tej chwili Mahmud zaczął dążyć do pozbycia się Dawuda i w tym celu wysłał do Bagdadu swojego wysłannika, który jednak w 1829 został zgładzony przez jego namiestnika. W odpowiedzi sułtan wysłał przeciwko Dawudowi armię pod dowództwem paszy Aleppo Alego Rizy, którego mianował namiestnikiem Bagdadu, Diyarbakıru i Mosulu. W międzyczasie w Bagdadzie wybuchła epidemia dżumy, która zdziesiątkowała jego mieszkańców i wojska Dawuda. Dodatkowo miasto nawiedziła niespodziewana powódź. W tej sytuacji Bagdad skapitulował przed armią Alego Rizy bez walki i ten 9 września 1831 wkroczył do zrujnowanej stolicy Iraku. Dawud został odesłany w łańcuchach do Stambułu, zaś Ali Riza "przystąpił do egzekucji wszystkich pozostałych męskich członków domostwa mameluków, którzy rządzili prowincją Bagdadu od początku XVIII stulecia".
Sułtan postąpił z Dawudem łagodnie i w 1833 mianował go namiestnikiem Bośni, który to urząd ten sprawował do roku 1835. W 1838 Dawud został przewodniczącym Rady Konsultacyjnej (Madżlis asz-Szuara), zaś w latach 1838 do 1840 był namiestnikiem Ankary. W 1845 na jego własną prośbę przeniesiono go do Medyny, gdzie został Opiekunem Meczetu Proroka. Zmarł w tym mieście w czerwcu 1851 i został pochowany na słynnym cmentarzu Al-Baki.